# Renate (Itália)
Renate é uma comuna italiana da região da Lombardia, província de Monza e Brianza, com cerca de 3.731 habitantes. Estende-se por uma área de 2 km², tendo uma densidade populacional de 1866 hab/km². Faz fronteira com Cassago Brianza (LC), Veduggio con Colzano, Briosco, Monticello Brianza (LC), Besana in Brianza.
É a terra natal do cardeal Dionigi Tettamanzi, arcebispo emérito de Milão, tendo participado de dois conclaves, de 2005, sendo um dos favoritos a ser tornar papa, e o de 2013.

## Demografia
| Variação demográfica do município entre 1861 e 2011                               |
|                                                                                   |
| Fonte: Istituto Nazionale di Statistica (ISTAT) - Elaboração gráfica da Wikipedia |